# Controversias del Premio Nobel
Nobel buscaba recompensar a "aquellos que, durante el año anterior, hayan conferido el mayor beneficio a la humanidad". Un premio, afirmó, debería otorgarse "a la persona que haya realizado el 'descubrimiento' o 'invento' más importante dentro del campo de la física". Históricamente, los comités de premios han premiado los descubrimientos sobre las invenciones: hasta 2004, el 77 por ciento de los premios Nobel de física se han otorgado a descubrimientos, mientras que solo 23 por ciento a invenciones. Además, los premios científicos suelen recompensar las contribuciones de toda una carrera en lugar de un solo año.[cita requerida]
No se estableció ningún premio Nobel para las matemáticas y muchos otros campos científicos y culturales. Una teoría temprana de que la envidia o la rivalidad entre Gösta Mittag-Leffler y Nobel llevaron a omitir un premio al matemático fue refutada debido a imprecisiones en el tiempo. Otro mito que afirma que la esposa de Nobel tuvo una aventura con un matemático (a veces atribuido como Mittag-Leffler) ha sido igualmente desacreditado; Nobel nunca estuvo casado. Una explicación más verosímil es que el Nobel no consideraba las matemáticas como una disciplina práctica, y demasiado teórica para beneficiar a la humanidad, así como su desinterés personal en el campo y el hecho de que ya existía en el tiempo. Tanto la Medalla Fields como el Premio Abel han sido descritos como el "Premio Nobel de matemáticas".
Las controversias más notorias han sido sobre premios de Literatura, Paz, y Economía. Más allá de las disputas sobre que trabajo era más digno, los críticos siempre tenían sesgos políticos y eurocentrismo en el resultado. La interpretación de las palabras originales de Nobel sobre el premio de Literatura también ha sido objeto de repetidas revisiones.
Un factor importante que genera controversias para los premios científicos más recientes (Física, Química y Medicina) es la regla del Nobel de que cada premio no puede ser compartido por más de dos investigadores diferentes y no más de tres personas diferentes cada año. Si bien esta regla era adecuada en 1901, cuando la mayor parte de la investigación científica la realizaban científicos individuales que trabajaban con su pequeño grupo de asistentes en relativo aislamiento, en tiempos más recientes, la investigación científica se ha convertido cada vez más en una cuestión de amplia cooperación internacional e intercambio de ideas entre ellos. diferentes grupos de investigación, compuestos por docenas o incluso cientos de investigadores, repartidos a lo largo de los años de esfuerzo necesarios para formular hipótesis, refinar y probar un descubrimiento. Esto ha llevado a omisiones flagrantes de participantes clave en investigaciones premiadas: como ejemplo, esta el caso del Premio Nobel de Física 2008, o el caso de la Colaboración Atlas/CMS que produjo los artículos científicos que documentaron el descubrimiento del bosón de Higgs e incluyeron una lista de investigadores llenando 15 páginas a espacio simple.

## Química

### 2020
Las comunidades científicas lituana y española expresaron su decepción cuando el comité no incluyó a Virginijus Šikšnys o Francisco Mojica junto con Emmanuelle Charpentier y Jennifer Doudna en el premio, ya que ambos hicieron contribuciones cruciales al desarrollo de la tecnología de edición de genes CRISPR .

### 2019
Cuando se entregó el premio de 2019, numerosas sociedades científicas reaccionaron ante la omisión de Rachid Yazami por su co-invención de la batería de iones de litio con Stanley Whittingham, quien fue reconocido. Whittingham compartió el premio con John Goodenough por sus cátodos y Akira Yoshino por el primer prototipo de trabajo a diferencia de la importancia del ánodo de grafito de trabajo inventado por Yazami. Debido a la limitación del Premio Nobel de hasta tres destinatarios, Yazami cree que el comité tuvo que tomar una decisión difícil entre Whittingham y él mismo. No obstante, felicitó a los tres galardonados con el premio.

### 2008
El premio de 2008 fue otorgado a Osamu Shimomura, Martin Chalfie y Roger Y. Tsien por su trabajo sobre la proteína fluorescente verde (GFP). El hecho de que un cuarto receptor potencial, Douglas Prasher, el primero en clonar el gen GFP y sugerir su uso como marcador biológico, trabajaba como conductor de un autobús de cortesía recibió una cobertura mediática considerable. La falta de apoyo para el trabajo de Prasher y la falta de un puesto en el Instituto Oceanográfico Woods Hole en Massachusetts, donde trabajaba, hizo que Prasher abandonara este campo de investigación en 1992, pero no antes de ofrecer muestras del gen a cualquier investigador interesado. incluyendo Chalfie y Tsien. Tsien señaló que el premio generalmente se otorga por "descubrimientos específicos" y que había presentado a Shimomura y Prasher al Comité Nobel en 2004. Chalfie declaró: "El trabajo de Douglas Prasher fue crítico y esencial para el trabajo que hicimos en nuestro laboratorio. Podrían haberle dado fácilmente el premio a Douglas y a los otros dos y dejarme fuera". Roger Tsien le había ofrecido un trabajo a Prasher cuando su carrera académica se estancó. Eventualmente, Prasher aceptó la oferta y se mudó en 2013 a UCSD para unirse al laboratorio de Tsien.

### 2007
Gerhard Ertl, quien fue el único ganador del Premio Nobel de Química de 2007 por sus estudios sobre los efectos catalíticos de las superficies metálicas, expresó su sorpresa y decepción de que Gábor Somorjai, un pionero fundacional en la ciencia moderna de superficies y la catálisis, no compartiera el premio. Somorjai y Ertl habían compartido previamente el Premio Wolf de Química en 1998. La decisión del comité del Premio Nobel de excluir a Somorjai fue criticada en la comunidad científica de superficies y sigue siendo un misterio.

### 2003
Peter Agre fue galardonado con el premio 2003 "por el descubrimiento de canales de agua". Agre publicó su estudio sobre la acuaporina en 1988; Gheorghe Benga había demostrado la existencia de un canal de agua proteico en la membrana de los glóbulos rojos en 1986. La omisión de Benga en el premio de 2003 se ha calificado de error en la concesión de los premios Nobel. Agre reconoció la contribución de Benga y otros al descubrimiento de campo de las acuaporinas en su Conferencia Nobel: "Su existencia [acuaporinas] fue sugerida por un grupo de pioneros en el campo del transporte de agua que nos precedieron por décadas".

### 1922-1946
De 1922 a 1946, Gilbert N. Lewis, quien fue ampliamente conocido por haber acuñado el enlace covalente, el par de electrones, la estructura de Lewis y otras contribuciones que se han convertido en consensos universales en química, fue nominado 41 veces para el Premio Nobel en Química pero nunca ganó. Se ha especulado que mientras trabajaba en el laboratorio de Walther Nernst, Lewis desarrolló una enemistad de por vida con Nernst. En los años siguientes, Lewis comenzó a criticar y denunciar a su antiguo maestro en muchas ocasiones, calificando el trabajo de Nernst sobre su teorema del calor como "un episodio lamentable en la historia de la química". Un amigo de Nernst, sv, fue miembro del comité del Nobel de Química. Existe evidencia de que usó los procedimientos de nominación e informe del Nobel para bloquear un Premio Nobel para Lewis en termodinámica al nominar a Lewis para el premio tres veces y luego usar su posición como miembro del comité para escribir informes negativos.

### 1918
El Premio Nobel de Química de 1918 fue otorgado a Fritz Haber por su invención del proceso Haber-Bosch, que permitió la síntesis eficiente de amoníaco, lo que condujo a la producción económica en masa de fertilizantes químicos . El premio fue controvertido, ya que Haber había supervisado el programa de armas químicas de Alemania durante la Primera Guerra Mundial. El comité del Premio Nobel consideró sus actividades de guerra, pero señaló que su proceso de síntesis de amoníaco era "el mayor beneficio para la humanidad".

### Otros
- Si bien Henry Eyring (1901–1981) supuestamente no recibió el premio debido a su membresía en la Iglesia de Jesucristo de los Santos de los Últimos Días,[49] también es posible que la Real Academia Sueca de Ciencias no entendiera la teoría de Eyring hasta ya era demasiado tarde para otorgarle el premio; la academia le otorgó la Medalla Berzelius en 1977 como compensación parcial.[50]
- Dmitri Mendeleyev, el creador original de la tabla periódica de los elementos, nunca recibió un Premio Nobel. Completó su primera tabla periódica en 1869. Sin embargo, un año antes, otro químico, Julius Lothar Meyer, había informado de una tabla algo similar. En 1866, John Alexander Reina Newlands presentó un documento que proponía por primera vez una ley periódica. Sin embargo, ninguna de estas tablas era correcta: las tablas del siglo XIX organizaban los elementos en orden creciente de peso atómico (o masa atómica ). Se dejó al físico inglés Henry Moseley basar la tabla periódica en el número atómico (el número de protones). Mendeleyev murió en 1907, seis años después de que se concedieran los primeros premios Nobel. Estuvo a un voto de ganar en 1906, pero murió al año siguiente. Hargittai afirmó que la omisión de Mendeleyev se debió a maquinaciones detrás de escena de un disidente en el Comité Nobel que no estaba de acuerdo con su trabajo.[51]

## Ciencias económicas
La economía no estaba en la lista original de disciplinas premiadas por el Nobel. El banco central de Suecia, Sveriges Riksbank, creó el Premio Sveriges Riksbank de Ciencias Económicas en memoria de Alfred Nobel en 1969. Aunque se rige por las mismas reglas que los demás, muchos, incluidos miembros de la familia Nobel, criticaron este premio por violar la intención de Nobel. En 2010 la facultad de la Universidad de Chicago había obtenido nueve premios, mucho más que cualquier otra universidad. Esto condujo a reclamos de parcialidad contra la economía alternativa o heterodoxa .

### 1994
El premio de 1994 a John Forbes Nash y otros "por su análisis pionero de los equilibrios en la teoría de los juegos no cooperativos" provocó controversia dentro del comité de selección debido a la enfermedad mental de Nash y al presunto antisemitismo. La controversia resultó en un cambio en el comité de gobierno: los miembros sirvieron durante tres años en lugar de términos ilimitados y el alcance del premio se amplió para incluir ciencias políticas, psicología y sociología.

### 1976
El premio de 1976 fue otorgado a Milton Friedman "por sus logros en los campos del análisis del consumo, la historia y la teoría monetaria y por su demostración de la complejidad de la política de estabilización". El premio provocó protestas internacionales debido a la asociación de Friedman con el dictador chileno Augusto Pinochet . Durante marzo de 1975, Friedman visitó Chile y dio conferencias sobre inflación, reuniéndose con Pinochet y otros funcionarios del gobierno.

## Literatura
El Premio Nobel de Literatura tiene un historial de premios controvertidos. Muchos autores importantes han sido ignorados por el Comité del Nobel, posiblemente por razones políticas u otras razones extraliterarias, incluidos el irlandés James Joyce, el francés Marcel Proust, el argentino Jorge Luis Borges y los estadounidenses Henry James, WH Auden, Philip Roth y John Updike . Joseph Epstein, escribiendo en el Wall Street Journal, señaló: "Puede que no lo sepas, pero tú y yo somos miembros de un club cuyos miembros incluyen a Leo Tolstoy, Henry James, Anton Chekhov, Mark Twain, Henrik Ibsen, Marcel Proust, Joseph Conrad, James Joyce, Thomas Hardy, Jorge Luis Borges y Vladimir Nabokov . El club son los no ganadores del Premio Nobel de Literatura. Todos estos escritores auténticamente grandes, aún vivos cuando se entregaba el premio, iniciado en 1901, no lo ganaron.” Esto lo llevó a especular que "parecen estar involucrados criterios distintos al arte elevado".
De 1901 a 1912, el trabajo del comité reflejó una interpretación de la "dirección ideal" declarada en el testamento de Nobel como "un idealismo elevado y sólido", lo que provocó el rechazo de León Tolstoi, Henrik Ibsen, Émile Zola y Mark Twain . La antipatía histórica de Suecia hacia Rusia fue citada como la razón por la que ni Tolstoi ni Anton Chekhov se llevaron el premio. Durante la Primera Guerra Mundial y sus secuelas inmediatas, el comité adoptó una política de neutralidad, favoreciendo a escritores de países no combatientes.
Otra omisión notable para el premio es RK Narayan, un escritor indio conocido por sus obras ambientadas en la ciudad ficticia de Malgudi, en el sur de la India, y por versiones abreviadas de las epopeyas indias: El Ramayana y El Mahabharata . A pesar de haber sido nominado y preseleccionado para el Premio Nobel de Literatura varias veces, Narayan nunca ganó el honor. En la década de 1960, Graham Greene, quien se encargó de trabajar como agente de Narayan para sus obras, expresó su confianza en que Narayan algún día ganaría el Premio Nobel. De acuerdo con las opiniones de Greene, Jeffrey Archer recientemente se hizo eco de la opinión de que RK Narayan debería haber ganado el Premio Nobel. Una de las bromas en los círculos literarios era que el Comité de Literatura del Nobel ignoraba sus libros o estaba confundido por los títulos engañosos: supuestamente mucha gente pensaba que eran libros de autoayuda sobre varios temas: La guía, El profesor de inglés, El pintor de Letreros, El Vendedor de Dulces, etc.  Otras especulaciones humorísticas sobre lo que podría haberlo hecho tropezar, "Su escritura es demasiado simple y demasiado legible, que no requiere esfuerzo por parte del lector. Ha creado un nuevo mapa llamado Malgudi en el que sus personajes viven y mueren. Historia tras historia se desarrolla en el mismo lugar, que no es progresivo, un trasfondo más bien estancado".
El gran énfasis en los autores europeos, y los suecos en particular, es objeto de crecientes críticas, incluso de los principales periódicos suecos. La mayoría de los laureados con el Premio Nobel de Literatura han sido europeos. Los suecos en particular han recibido más premios en esta categoría que toda Asia. En 2008, Horace Engdahl, entonces secretario permanente de la academia, declaró que "Europa sigue siendo el centro del mundo literario" y dijo que los escritores estadounidenses no ganaban a menudo (el más reciente en ese momento era Toni Morrison, 15 años antes), porque "Estados Unidos está demasiado aislado, demasiado insular. No traducen lo suficiente y realmente no participan en el gran diálogo de la literatura.”  En 2009, el reemplazo de Engdahl, Peter Englund, rechazó este sentimiento ("En la mayoría de las áreas lingüísticas hay autores que realmente merecen y podrían obtener el Premio Nobel y eso también se aplica a los Estados Unidos y las Américas"), y reconoció el sesgo eurocéntrico de las selecciones y dijo que "creo que eso es un problema. Tendemos a relacionarnos más fácilmente con la literatura escrita en Europa y en la tradición europea.” 

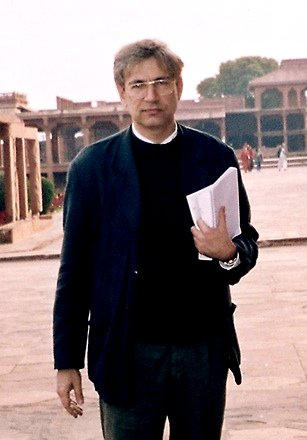
Orhan Pamuk, ganador del Premio Nobel de Literatura 2006

### 2019
El premio de 2019 otorgado al novelista y dramaturgo austriaco Peter Handke fue objeto de fuertes críticas debido a su historial de negar el genocidio bosnio y su apoyo vocal al difunto presidente serbio Slobodan Milošević, incluso hablando en su funeral en 2006. Los autores Miha Mazzini, Hari Kunzru, Jonathan Littell, Slavoj Žižek y Salman Rushdie cada uno criticó duramente la elección, y fue además condenada por PEN International y la historiadora del Holocausto Deborah Lipstadt, quien dijo que el premio le dio a sus puntos de vista una plataforma que "no se merece y el público no necesita que tenga". Los gobiernos de Bosnia y Herzegovina, Kosovo, [lower-alpha 1] y Turquía condenaron el premio, y los embajadores de Albania, Bosnia, Croacia, Kosovo, Macedonia del Norte y Turquía boicotearon la ceremonia de entrega del premio. Cientos de personas protestaron fuera de la ceremonia de premiación, y una petición para revocar el premio recibió cerca de 60.000 firmas.

### 2016
El premio de 2016 otorgado a Bob Dylan fue controvertido, ya que fue la primera vez que un compositor y músico recibió el premio. Muchos escritores y comentaristas, en su mayoría novelistas, objetaron, sintiendo que abarataba el premio. El novelista escocés Irvine Welsh declaró: "Soy fanático de Dylan, pero este es un premio de nostalgia mal concebido arrancado de las próstatas rancias de hippies seniles y farfullantes", mientras que el novelista libanés Rabih Alameddine argumentó que "Bob Dylan ganando un Nobel en Literatura es como si la Sra. Fields fuera galardonada con 3 estrellas Michelin ". Sin embargo, otros señalaron que el comité ha reconocido la poesía durante mucho tiempo y especularon que la popularidad del trabajo de Dylan fue el verdadero motivo detrás de las objeciones. El compositor Leonard Cohen dijo que otorgar el premio a Dylan era "como colocar una medalla en el Monte Everest por ser la montaña más alta".
En un chat web en vivo organizado por The Guardian, el escritor noruego Karl Ove Knausgård dijo que "estoy muy dividido. Me encanta que el comité del Nobel se abra a otros tipos de literatura: letras, etc. Creo que eso es brillante. Pero sabiendo que Dylan es de la misma generación que Thomas Pynchon, Philip Roth, Cormac McCarthy, se me hace muy difícil aceptarlo.” 

### 2010
El premio de 2010 otorgado al escritor peruano Mario Vargas Llosa generó controversia, principalmente debido a sus opiniones políticas de derecha. Vargas Llosa incluso fue apodado "rey de las controversias" por centrarse más en la política que en la literatura.

### 2009
El premio de 2009 otorgado a Herta Müller fue criticado porque muchos profesores y críticos literarios estadounidenses nunca antes habían oído hablar de Müller. Esto reavivó las críticas de que el comité era demasiado eurocéntrico .

### 2005
El premio de 2005 fue para Harold Pinter, "quien en sus obras de teatro descubre el precipicio bajo el parloteo cotidiano y fuerza la entrada en las habitaciones cerradas de la opresión". La adjudicación se retrasó algunos días, aparentemente debido a la renuncia de Knut Ahnlund . A su vez, esta renovada especulación sobre un "elemento político" existente en la concesión del Premio por parte de la Academia Sueca. Aunque la mala salud le impidió dar su controvertida conferencia Nobel, " Arte, verdad y política ", en persona, Pinter apareció en video, que se transmitió simultáneamente en el Canal Cuatro de Gran Bretaña. La cuestión de la "postura política" también se planteó en respuesta a Orhan Pamuk y Doris Lessing, ganadores de premios en 2006 y 2007, respectivamente.

### 2004
El premio de 2004 fue otorgado a Elfriede Jelinek . El miembro de la Academia Knut Ahnlund, que había estado inactivo desde 1996, renunció alegando que seleccionar a Jelinek había causado un "daño irreparable" a la reputación del premio.

### 1997
El premio de 1997 fue para el actor y dramaturgo italiano Dario Fo, quien inicialmente fue considerado "bastante ligero" por algunos críticos, ya que fue visto principalmente como un actor y previamente había sido censurado por la Iglesia católica.  Salman Rushdie y Arthur Miller habían sido los favoritos para recibir el premio, pero más tarde se citó a un miembro del comité diciendo que habrían sido "demasiado predecibles, demasiado populares".

### 1974
El premio de 1974 fue negado a Graham Greene, Vladimir Nabokov y Saul Bellow a favor de un premio conjunto para los autores suecos Eyvind Johnson y Harry Martinson : ambos jueces Nobel y desconocidos fuera de su país de origen. Bellow ganó en 1976; ni Greene ni Nabokov recibieron el premio.

### 1970
El premio de 1970 fue otorgado al disidente soviético Aleksandr Solzhenitsyn, quien no asistió a la ceremonia en Estocolmo por temor a que la Unión Soviética impidiera su regreso. Sus obras allí solo estaban disponibles en samizdat : forma clandestina publicada. Después de que el gobierno sueco se negara a realizar una ceremonia pública de premiación y una conferencia en su embajada de Moscú, Solzhenitsyn rechazó el premio por completo y comentó que las condiciones establecidas por los suecos (que preferían una ceremonia privada) eran "un insulto al propio Premio Nobel". Solzhenitsyn luego aceptó el premio el 10 de diciembre de 1974, después de que la Unión Soviética lo desterró. Los críticos sugieren que Solzhenitsyn recibió el premio por su postura política, no por sus escritos.

### 1964
Jean-Paul Sartre rechazó el Premio Nobel de Literatura, alegando que rechazaba las distinciones oficiales y no quería ser institucionalizado y por temor a que limitara el impacto de su escritura. Si bien la declaración de Sartre a la prensa sueca fue cortés, en el documental de 1976 Sartre par lui-même ( Sartre por sí mismo ) reveló razones muy opuestas para rechazar el Premio Nobel: "Debido a que estaba involucrado políticamente, el establecimiento burgués quería encubrir mis errores pasados. Ahora hay una admisión! Y así me dieron el premio Nobel. Me perdonaron y dijeron que me lo merecía. ¡Fue monstruoso!" 

### 1902-1910
Leo Tolstoy fue nominado para el Premio Nobel de Literatura todos los años desde 1902 hasta 1906, pero nunca lo ganó, y en 1901 ni siquiera fue nominado, lo que generó una gran controversia. El premio de 1901 fue para el poeta francés Sully Prudhomme, y el año siguiente para el historiador alemán Theodor Mommsen . Los informes sugieren que Tolstoy no recibió el premio debido a las reservas del jurado hacia sus posiciones políticas y religiosas, así como a la enemistad histórica de Suecia hacia Rusia. En 1901, 42 escritores suecos, incluido August Strindberg, escribieron a Tolstoi una carta tras el anuncio, expresando su descontento con la decisión.

### Otros
La guerra con las salamandras del escritor checo Karel Čapek fue considerada demasiado ofensiva  al gobierno alemán, y se negó a sugerir una publicación no controvertida que pudiera citarse en su lugar ("Gracias por la buena voluntad, pero ya he escrito mi tesis doctoral"). Nunca recibió un premio.
El novelista e intelectual francés André Malraux fue considerado para el premio de Literatura en la década de 1950, según archivos de la Academia Sueca estudiados por el diario Le Monde en su apertura en 2008. Malraux competía con Albert Camus, pero fue rechazado varias veces, sobre todo en 1954 y 1955, "siempre que no vuelva a la novela", mientras que Camus ganó el premio en 1957.
El escritor argentino Jorge Luis Borges estuvo nominado varias veces pero nunca ganó. Edwin Williamson, biógrafo de Borges, afirmó que el apoyo del autor a los dictadores militares de derecha argentinos y chilenos pudo haber sido un factor. El fracaso de Borges en ganar el Premio Nobel contrasta con los premios a escritores que apoyaron abiertamente las dictaduras de izquierda, incluido el de Iósif Stalin en el caso de Jean-Paul Sartre y Pablo Neruda, y el de Fidel Castro en el caso de Gabriel García Márquez .
La negativa de la academia a expresar su apoyo a Salman Rushdie en 1989, después de que el ayatolá Ruhollah Khomeini emitiera una fatwa sobre su vida, llevó a dos miembros de la academia a renunciar.

## Paz
Las controversias sobre el Premio Nobel de la Paz a menudo van más allá de la comunidad académica. Las críticas que se han formulado contra algunos de los premios incluyen alegaciones de que fueron políticamente motivados, prematuros o guiados por una definición defectuosa de lo que constituye el trabajo por la paz.

### 2016
El 7 de octubre de 2016, el Premio Nobel de la Paz fue para el presidente de Colombia, Juan Manuel Santos, por sus esfuerzos en colaboración con el grupo guerrillero marxista-leninista Fuerzas Armadas Revolucionarias de Colombia (FARC) para poner fin a la guerra civil colombiana de más de 50 años.
Se señaló que el premio era prematuro ya que se otorgó cinco días después de que la nación rechazara por poco su plan de paz en el referéndum del acuerdo de paz colombiano de 2016 El 24 de noviembre de 2016, el El gobierno colombiano y las FARC firmaron un acuerdo de paz revisado, que el Congreso colombiano aprobó el 30 de noviembre.